# Trichocentrum bicallosum
Trichocentrum bicallosum là một loài lan được tìm thấy ở México (Oaxaca, Chiapas) to Trung Mỹ.

## Hình ảnh

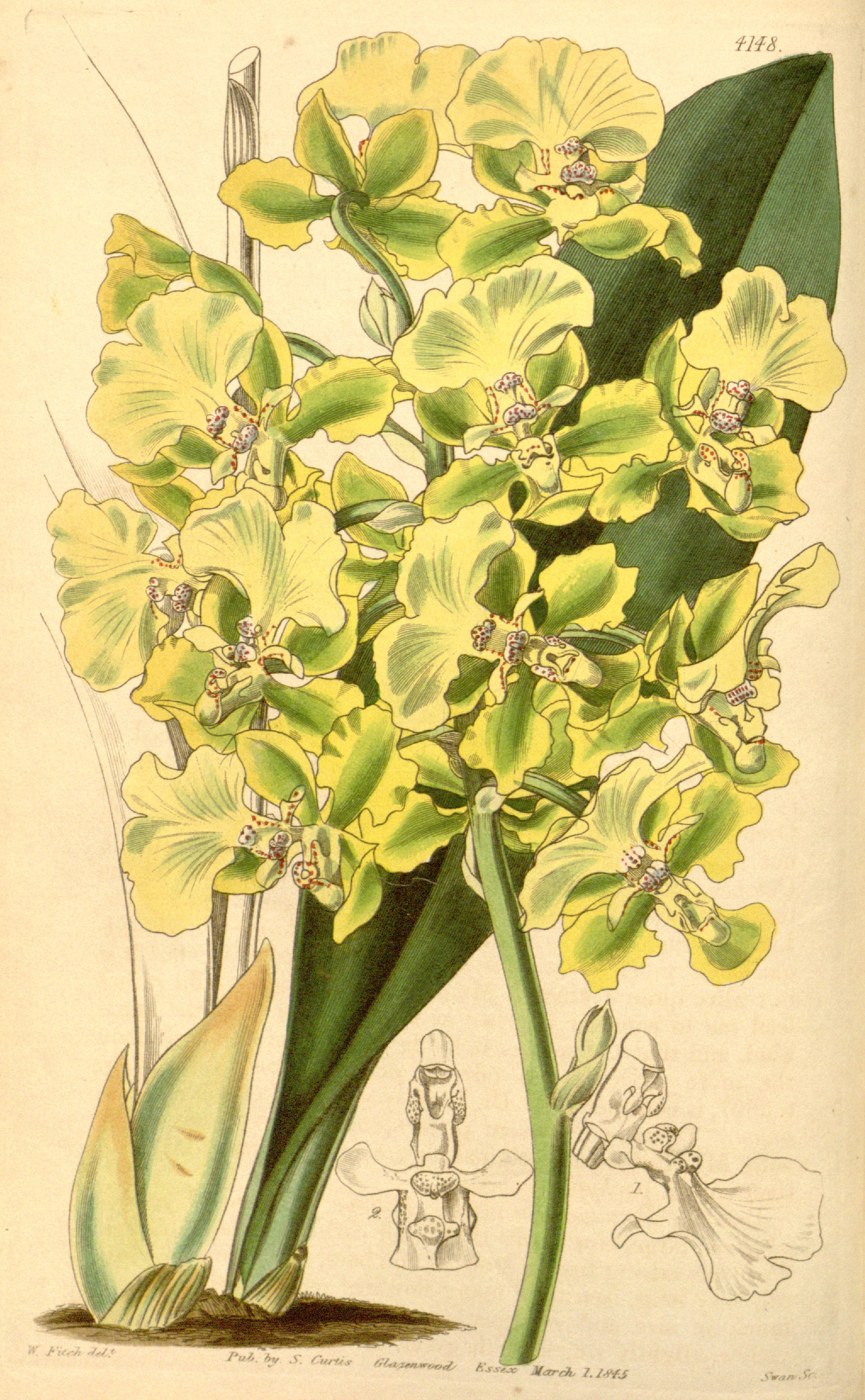